# Hendrik Antonius ter Reegen
Hendrik Antonius ter Reegen (Münster, 10 juni 1892 - Veendam, 20 juni 1973) was een Nederlandse beeldhouwer. Hij staat ook bekend als Hendrik of als Hein ter Reegen.

## Leven en werk
Ter Reegen werd in 1892 geboren in de Duitse stad Münster als zoon van de Nederlandse ornamentmaker Otto Ferdinand ter Reegen en Alida Hake. Ter Reegen leerde de kunst van het maken van ornamenten voor de meubelindustrie van zijn vader. Nadat hij het vak onder de knie had trok hij van opdracht naar opdracht langs diverse plaatsen in Duitsland en Nederland. Tijdens zijn militaire dienst in Den Haag gaf hij les in tekenen, boetseren en houtsnijden. In deze periode studeerde hij aan de Haagse Koninklijke Academie van Beeldende Kunsten. Hij werd onder anderen opgeleid door Jacob Rijkse, leraar portret en anatomie. Ook zijn huis- en studiegenoot Pieter Biesiot beïnvloedde zijn verdere ontwikkeling als beeldend kunstenaar.
Na aanvankelijk nog een periode in Den Haag werkzaam te zijn geweest als houtsnijder voor de Nederlandse meubelfabriek Pander vestigde hij zich in 1922 als beeldhouwer in Veendam. Ter Reegen ontwikkelde zich als beeldend kunstenaar vooral op het gebied van de kerkelijke kunst. Hij vervaardigde beelden, panelen en altaren voor veel rooms-katholieke kerken in heel Nederland. Zijn werk is onder andere te vinden in Apeldoorn, Bilthoven, Eexta, Groningen, Heeg, Martenshoek, Oude Pekela en Veendam. Daarnaast maakte hij ook in opdracht van gemeentelijke overheden beeldhouwwerk voor raadhuizen en diverse openbare gebouwen. Onder de particuliere opdrachtgevers bevonden zich de eigenaren van een herenhuis in Amsterdam, waarvoor hij het trappenhuis maakte. In Stadskanaal bevindt zich het reliëf, dat hij maakte van de componist Cornelis Dopper.
Ter Reegen was tweemaal getrouwd. In 1922 trouwde hij met Johanna Johanna Gerarda Hochrath met wie hij twee kinderen kreeg. Na het overlijden van zijn eerste vrouw hertrouwde hij in 1930 met Hendriena Wierdama. Hij overleed in juni 1973 op 81-jarige leeftijd in zijn woonplaats Veendam. Het Veenkoloniaal Museum te Veendam beschikt over meerdere schetsen van heiligenbeelden en enkele door Ter Reegen vervaardigde meubelstukken.

## Fotogalerij

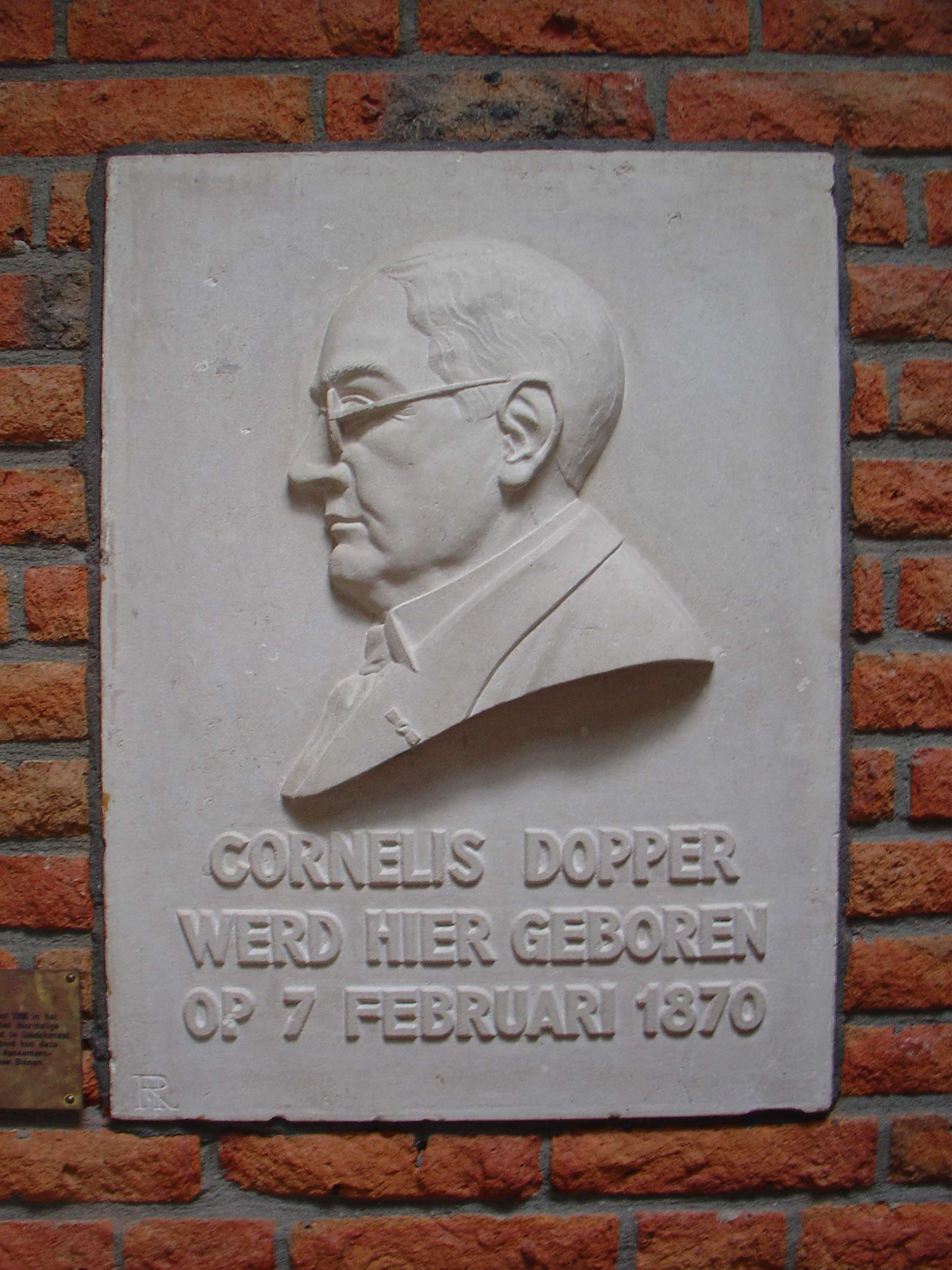
Reliëf van Cornelis Dopper
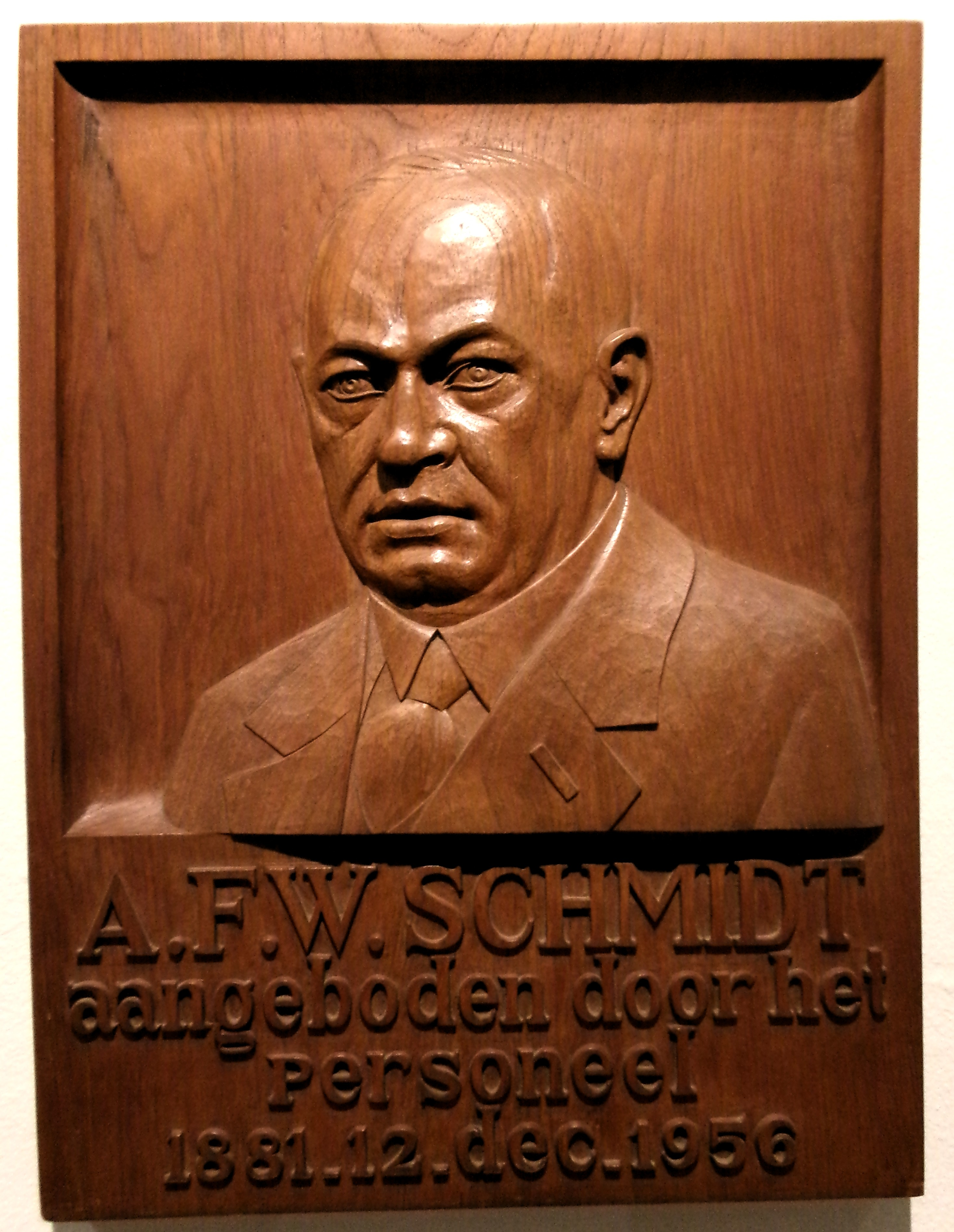
Houtreliëfportret van A.F.W. Schmidt
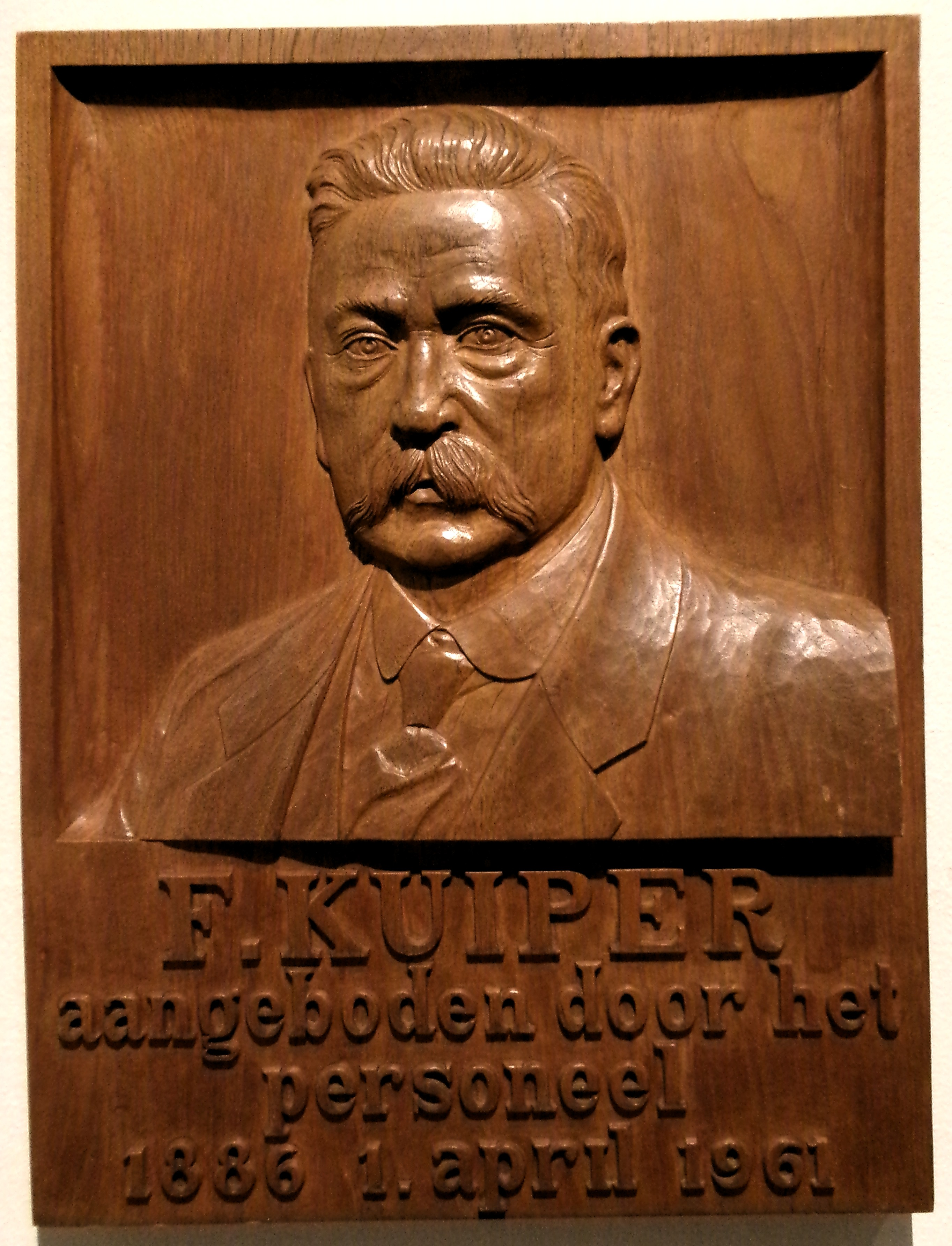
Houtreliëfportret van F. Kuiper
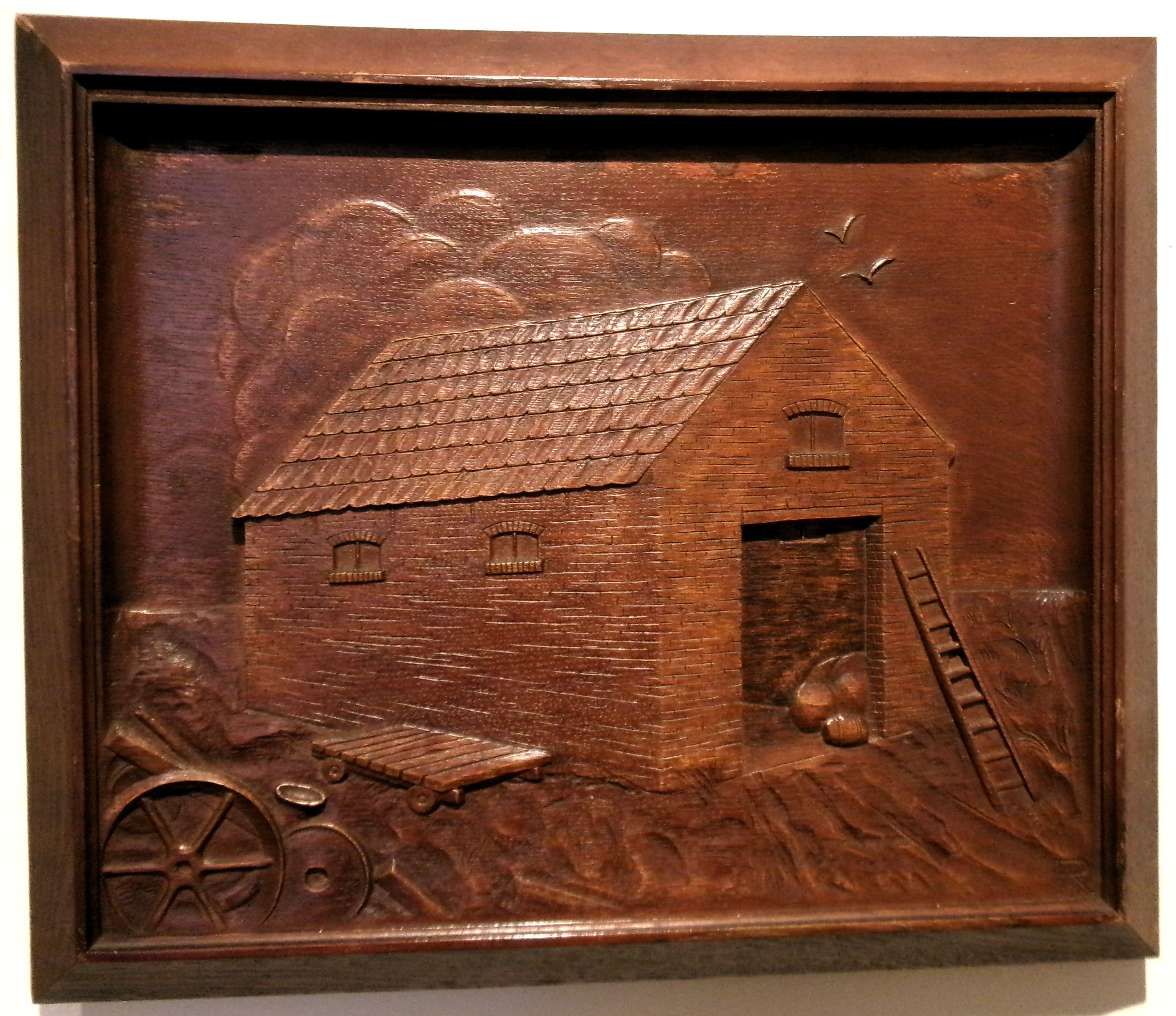
Gravure in houtreliëf, getiteld 'Van landbouwer naar fabrikant'
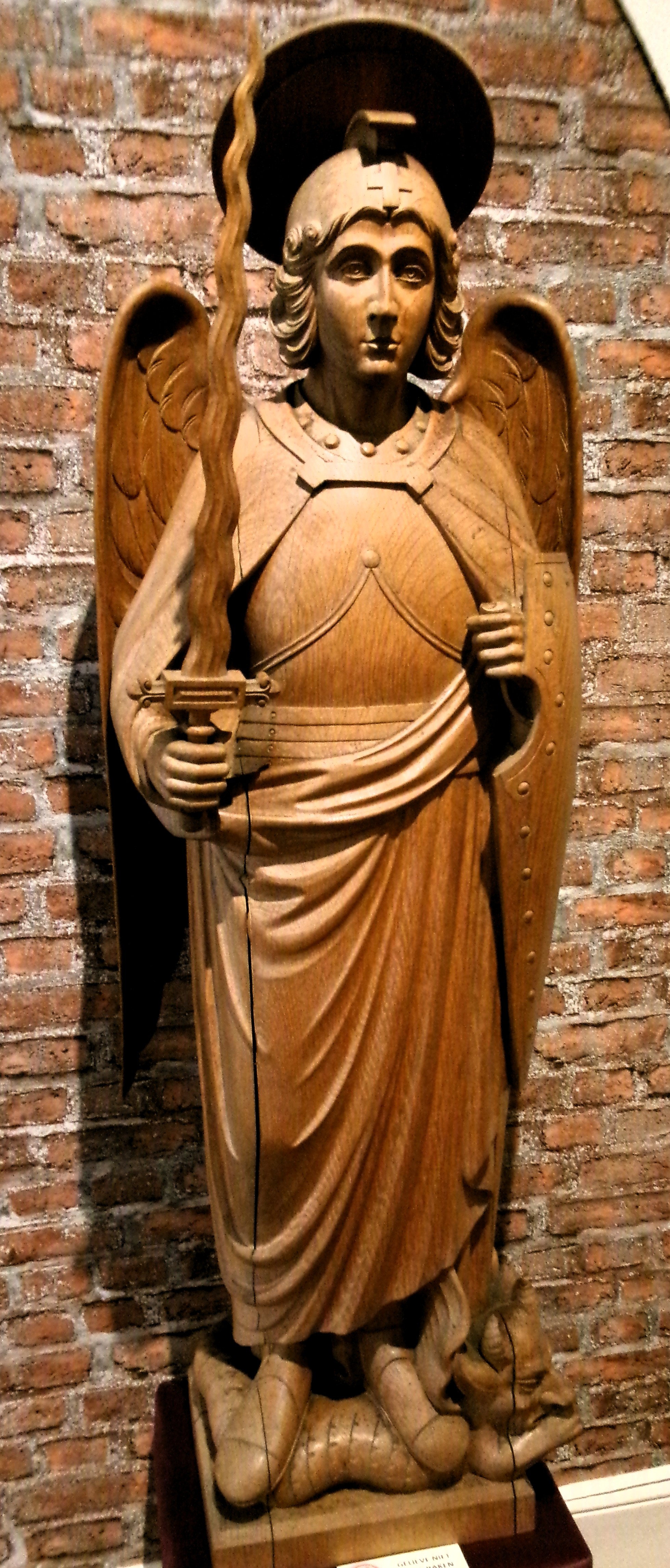
Beeld van de H. aartsengel Michaël
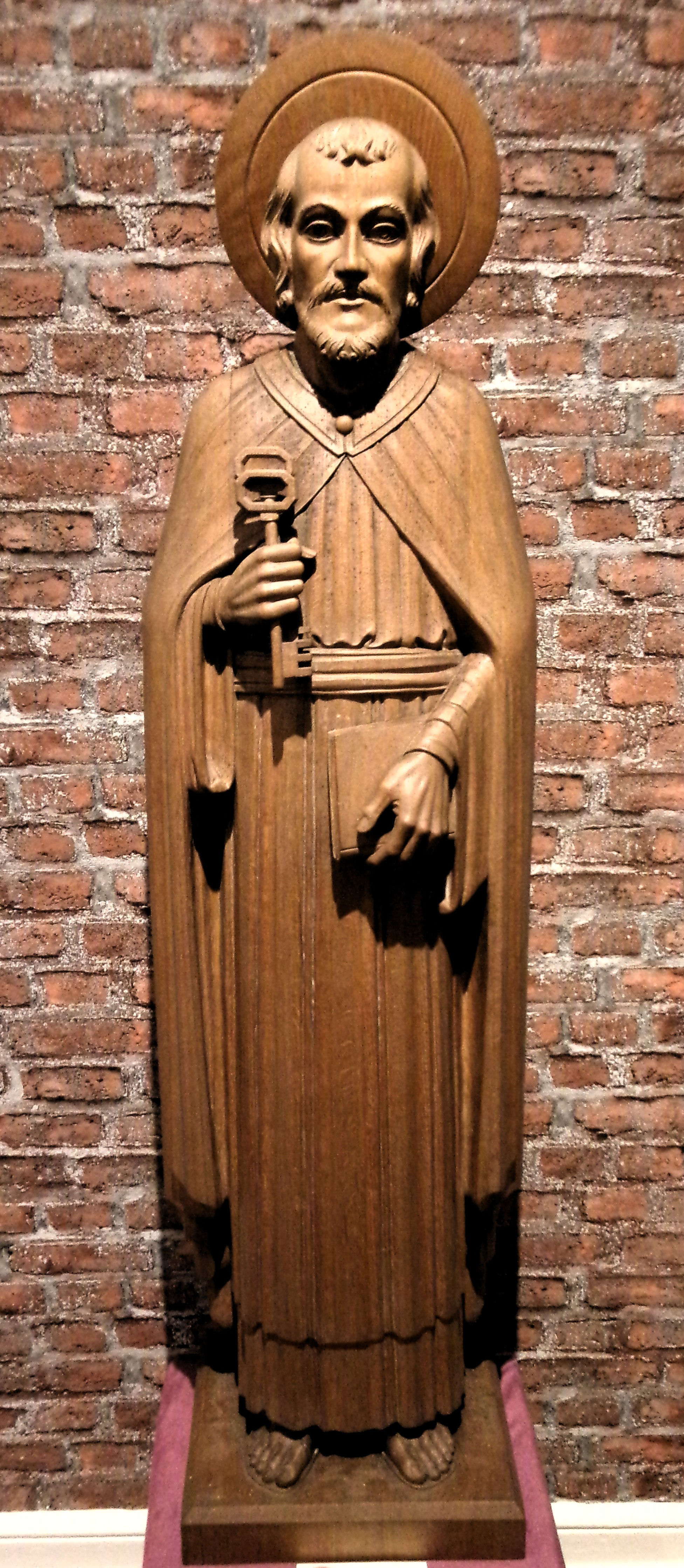
Beeld van de H. Petrus
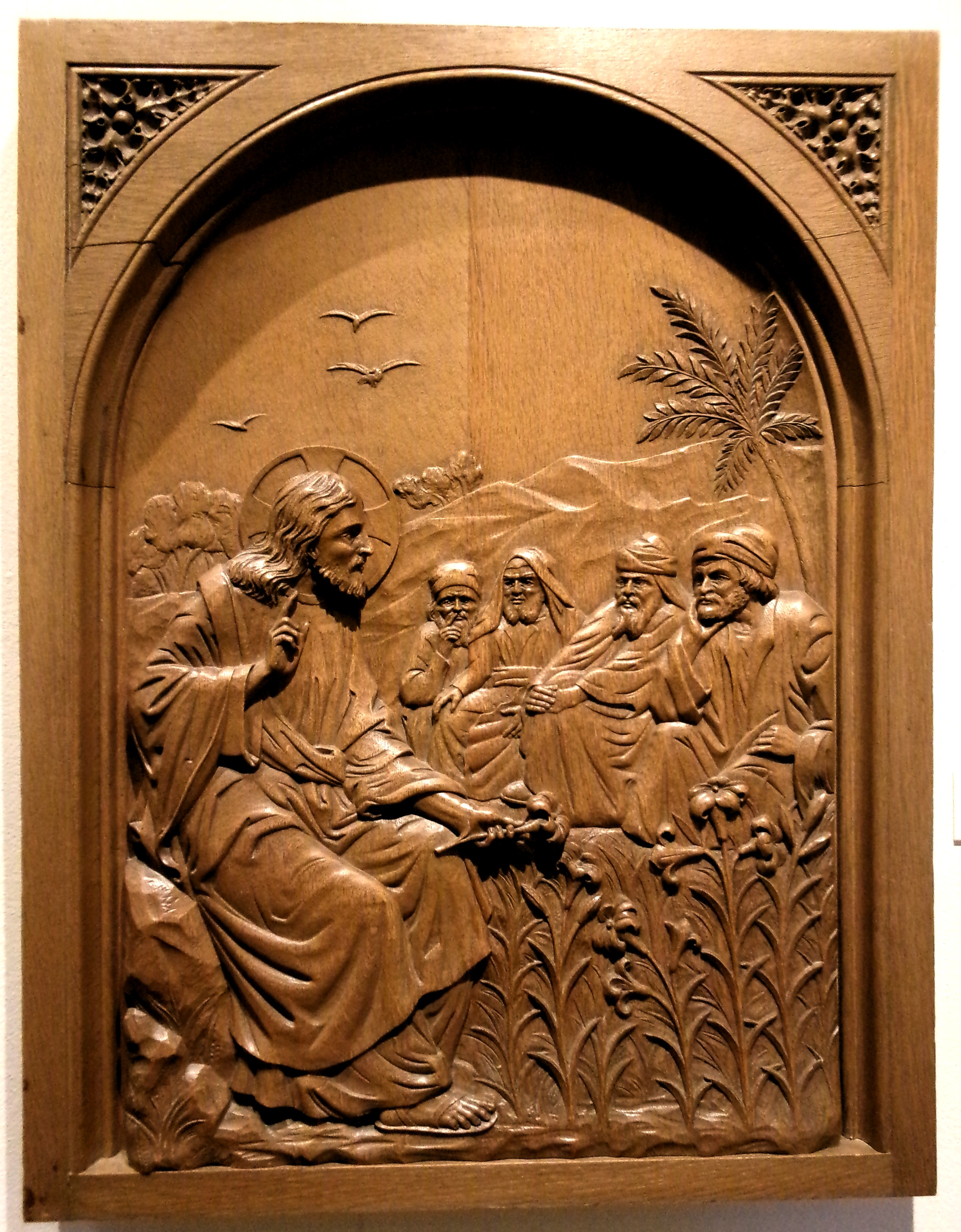
De predikende Christus
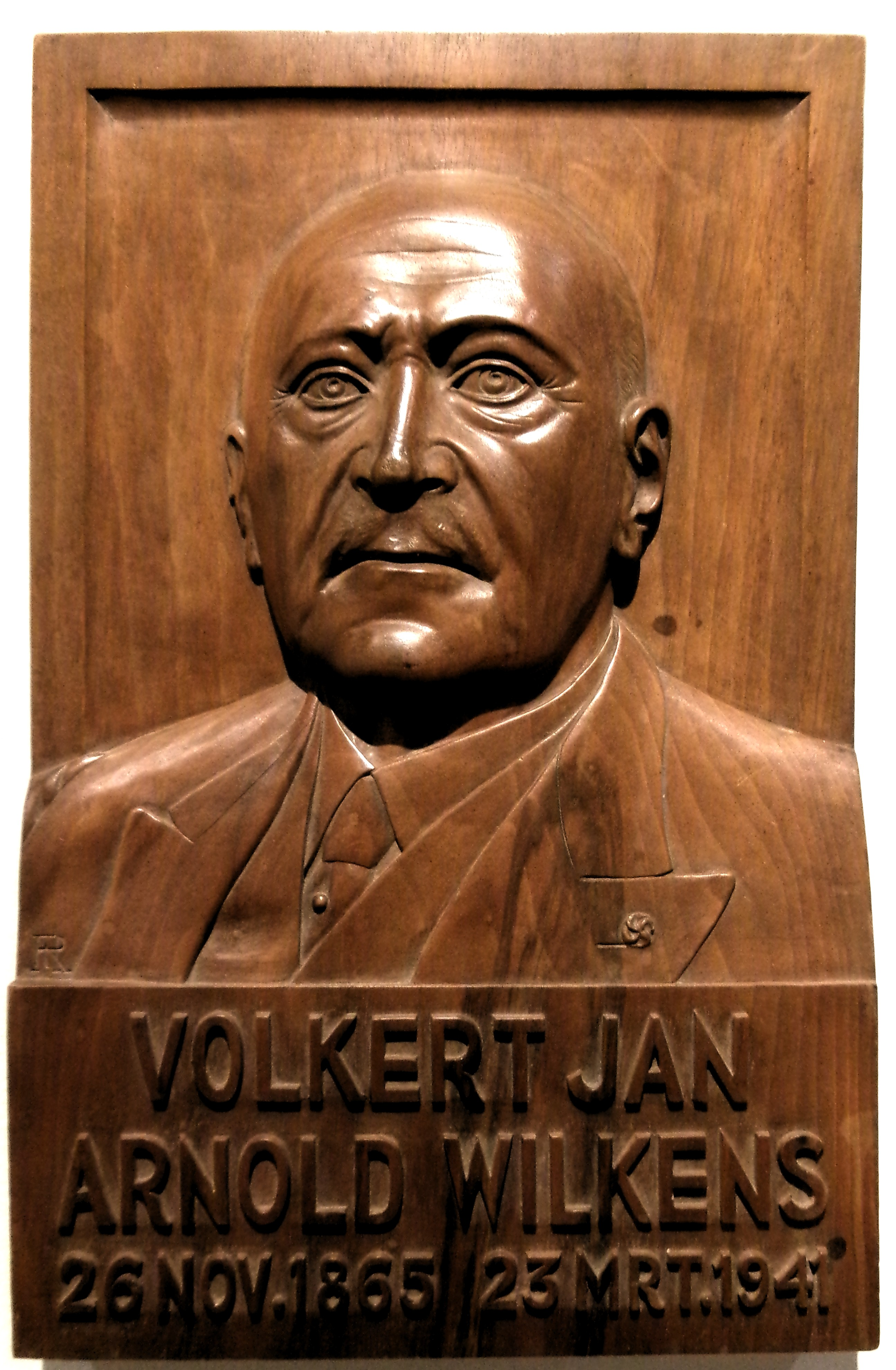
Houtreliëfportret van V.J.A. Wilkens
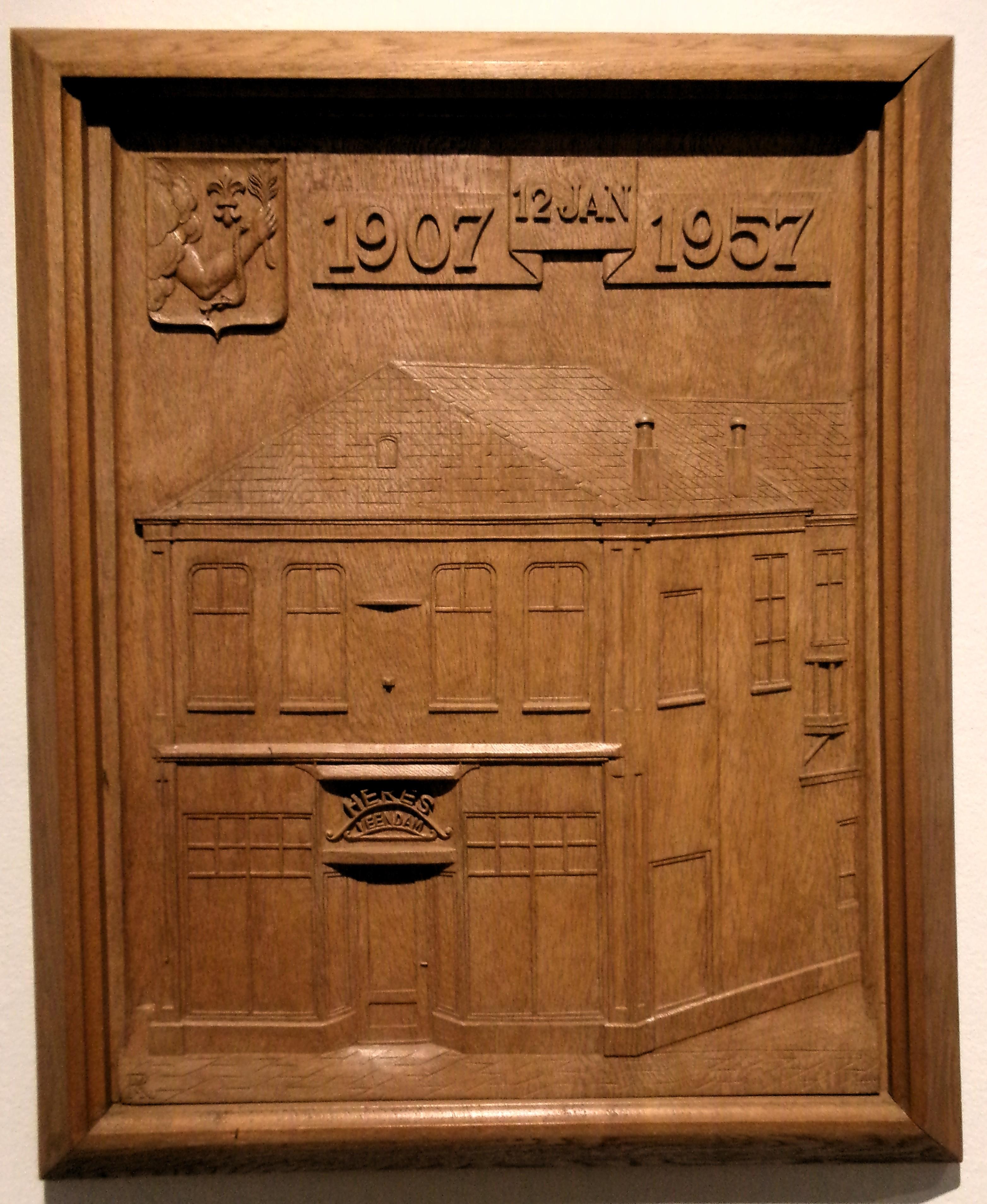
Houtreliëf van de meubelfabriek Heres

- Biografisch Portaal: 41643248
- International Standard Name Identifier: 0000 0003 9645 3364
- Nederlandse Thesaurus van Auteursnamen: 269252088
- RKD-Nederlands Instituut voor Kunstgeschiedenis: 65918
- Virtual International Authority File: 291367639